# Thư gửi tín hữu Côlôxê
Thư gửi tín hữu Côlôxê là một trong những lá thư viết bởi Sứ đồ Phaolô, được xếp vào những sách của Tân Ước. Côlôxê (Colossae) là một thành phố thuộc miền Tiểu Á, cách Êphêsô (Ephesus) 200 km về phía Đông.

## Thời gian và bối cảnh
Thư được viết trong thời gian Phaolô bị cầm tù, có lẽ là ở Rôma. Dường như cho đến lúc viết thư này, ông chưa hề đặt chân đến giáo đoàn Côlôxê. Có ông Êpápra đến gặp Phaolô để xin ý kiến sửa chữa những quan điểm giáo lý sai lạc đang đe dọa đức tin của Kitô hữu mới trở lại. Những quan điểm ấy là: muốn biết Thiên Chúa và muốn được cứu độ thì phải tin thờ các sức mạnh siêu nhiên như thiên thần, quyền lực thiên thần và phải giữ các quy tắc cắt bì, đồ ăn thức uống...

## Nội dung
Phaolô viết thư này nhờ ông Tikhicô (Tychicus) mang đến Côlôxê. Ông nhắc tín hữu nhớ rằng, Thiên Chúa đã ban ơn cứu độ cho anh em qua một mình Đức Giêsu Kitô, nhắc nhở họ xa tránh những tư tưởng sai lạc.

## Các Bản Dịch Việt Ngữ
- Thư gửi tín hữu Cô-lô-xê (Nhóm Phiên dịch CGKPV) - Ủy ban Kinh Thánh, Hội đồng Giám mục Việt Nam
- Thư Cô-lô-se - Thư Viện Tin Lành.